# B-Meson
Die vier B-Mesonen (B für Bottom-Quark) sind subatomare instabile Teilchen, die ein schweres Bottom-Anti-Quark {\displaystyle {\bar {b}}} und ein leichtes u- oder d-Quark enthalten, oder aber jeweils die entsprechenden Antiteilchen:
|                               | B-Anti-Mesonen             | B-Anti-Mesonen                 | B-Mesonen                  | B-Mesonen                  |
| ----------------------------- | -------------------------- | ------------------------------ | -------------------------- | -------------------------- |
|                               | {\displaystyle B^{-}\!\,}  | {\displaystyle {\bar {B}}^{0}} | {\displaystyle B^{0}\!\,}  | {\displaystyle B^{+}\!\,}  |
| Isospin {\displaystyle I_{z}} | −½                         | +½                             | −½                         | +½                         |
| Quark- Zusammensetzung        | {\displaystyle {\bar {u}}} | {\displaystyle {\bar {d}}}     | {\displaystyle d\!\,}      | {\displaystyle u\!\,}      |
| Quark- Zusammensetzung        | {\displaystyle b\!\,}      | {\displaystyle b\!\,}          | {\displaystyle {\bar {b}}} | {\displaystyle {\bar {b}}} |
| Bottomness {\displaystyle B'} | −1                         | −1                             | +1                         | +1                         |

Sie wurden 1983 mit dem CLEO-Teilchendetektor am CESR-Speicherring der Cornell-Universität in New York (USA) entdeckt.

## Eigenschaften
B-Mesonen haben eine Masse von 5,2789 GeV/c2 ({\displaystyle B^{\pm }}) bzw. 5,2792 GeV/c2 ({\displaystyle B^{0}} und {\displaystyle {\bar {B^{0}}}}) und eine Lebensdauer von 1,6·10−12 s ({\displaystyle B^{\pm }}) bzw. 1,5·10−12 s ({\displaystyle B^{0}}, {\displaystyle {\bar {B^{0}}}}). 
Alle B-Mesonen haben etwa gleiche Massen, weil der Hauptbeitrag jeweils vom schweren b-Quark bzw. seinem Antiteilchen kommt, und etwa gleiche Zerfallszeiten, weil jeweils hauptsächlich das b-Quark in ein c- oder (seltener) in ein u-Quark zerfällt.
Am {\displaystyle B^{0}}-{\displaystyle {\bar {B^{0}}}}-System wird der Mechanismus der CP-Verletzung (nach dem CPT-Theorem äquivalent zur Verletzung der Symmetrie gegen Zeitumkehr) untersucht, ähnlich wie schon zuvor im System der Kaonen (den Entsprechungen der B-Mesonen, falls man das bottom-Quark durch ein strange-Quark ersetzt).

## B-Mesonen mit Charm oder Strangeness
Darüber hinaus werden als B-Mesonen mit Charm bzw. Strangeness auch die Mesonen bezeichnet, die zwar ein Bottom-Anti-Quark enthalten, jedoch statt eines Up- bzw. Down-Quarks jeweils ein Charm- bzw. Strange-Quark, oder aber jeweils die entsprechenden Antiteilchen:
|                                 | B-Anti-Mesonen mit …          | B-Anti-Mesonen mit …               | B-Mesonen mit …               | B-Mesonen mit …               |
| ------------------------------- | ----------------------------- | ---------------------------------- | ----------------------------- | ----------------------------- |
|                                 | {\displaystyle B_{c}^{-}\!\,} | {\displaystyle {\bar {B}}_{s}^{0}} | {\displaystyle B_{s}^{0}\!\,} | {\displaystyle B_{c}^{+}\!\,} |
| … Charm {\displaystyle C}       | −1                            | 0                                  | 0                             | +1                            |
| … Strangeness {\displaystyle S} | 0                             | +1                                 | −1                            | 0                             |
| Quark- Zusammensetzung          | {\displaystyle {\bar {c}}}    | {\displaystyle {\bar {s}}}         | {\displaystyle s\!\,}         | {\displaystyle c\!\,}         |
| Quark- Zusammensetzung          | {\displaystyle b\!\,}         | {\displaystyle b\!\,}              | {\displaystyle {\bar {b}}}    | {\displaystyle {\bar {b}}}    |
| Bottomness {\displaystyle B'}   | −1                            | −1                                 | +1                            | +1                            |